# Carlo Osmani

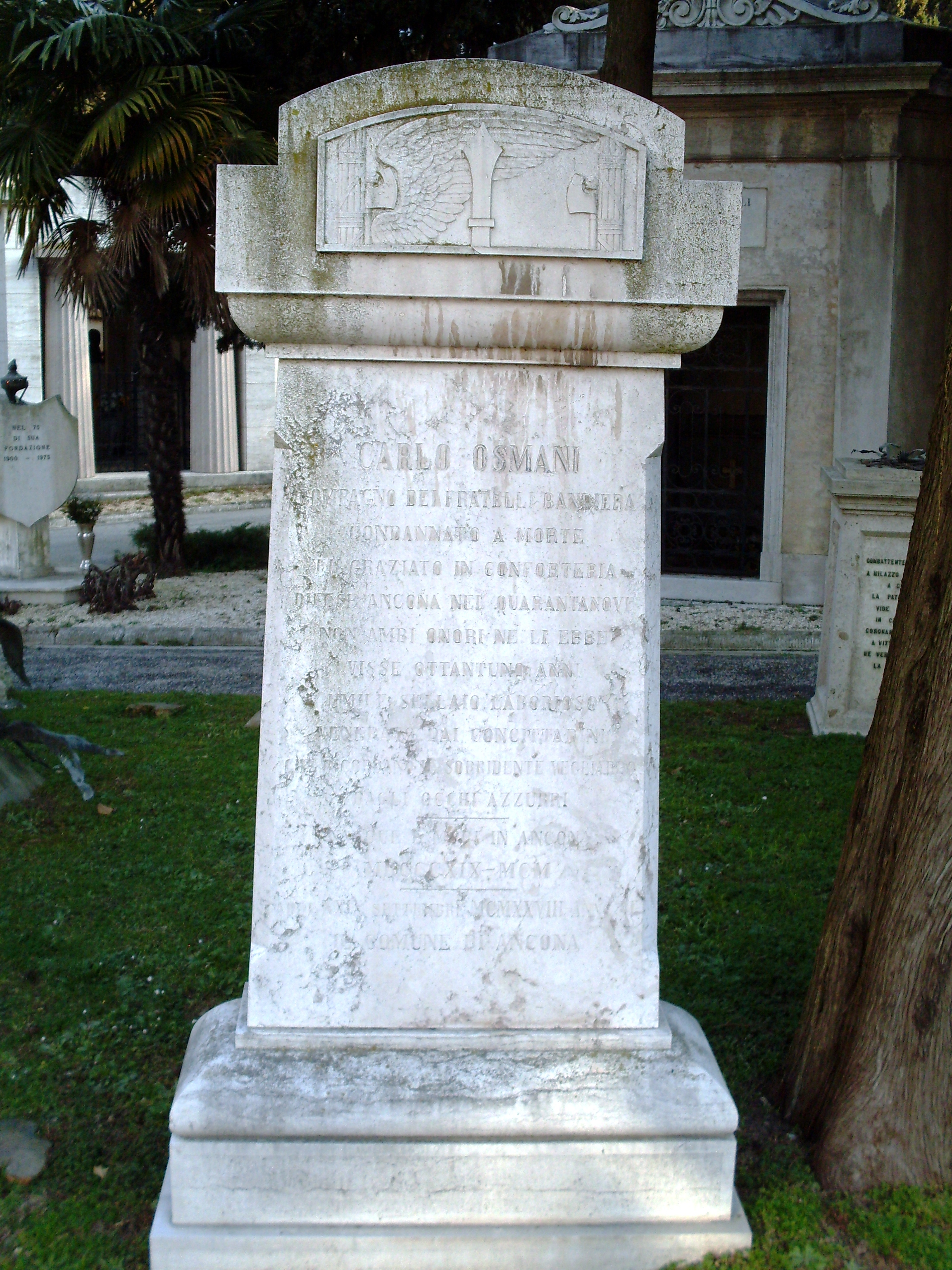
La tomba di Carlo Osmani al Cimitero di Tavernelle (Ancona)

Carlo Osmani (Ancona, 1819 – Ancona, 23 marzo 1900) è stato un patriota italiano.

## Biografia
Di professione sellaio e, come molti giovani del suo tempo, animato da spirito patriottico, partì per la sfortunata spedizione dei Fratelli Bandiera, alla quale presero parte anche i fratelli Francesco e Giuseppe Tesei di Pesaro e Luigi Nanni di Ancona, marchigiani come Osmani.  
Dopo lo sbarco in Calabria e la cattura da parte della polizia borbonica, i fratelli Bandiera ed altri sette compagni componenti la spedizione furono condannati a morte mediante fucilazione nel Vallone di Rovito (CS) il 25 luglio 1844, in precedenza Francesco Tesei da Pesaro era caduto durante lo scontro insieme a Miller di Forlì, mentre a sette condannati, tra i quali Carlo Osmani e Luigi Nanni, entrambi di Ancona e Giuseppe Tesei di Pesaro, la pena venne tramutata nel carcere a vita, un altro venne condannato a cinque anni perché era il delatore.
Inizialmente incarcerato nel Carcere di Santo Stefano, vi rimase fino al 1846, quindi trasferito a Nisida ottenne la grazia il 15 aprile trasferendosi a Marsiglia, anche gli altri condannati furono amnistiati. Dopo l'amnistia di Pio IX tornò ad Ancona e nel 1849 prese parte alla difesa della Repubblica Romana. 
Nel 1866 visitò la madre dei Bandiera alla quale consegnò alcuni ricordi dei figli, visse quindi anni di difficoltà economiche, nel 1878 ottenne una piccola pensione e l'impiego di assistente alla pubblica illuminazione. 